# Costituzione della Federazione Russa
La Costituzione della Federazione Russa (in russo Конституция Российской Федерации, Konstitucija Rossijskoj Federacii) venne emanata dopo la crisi costituzionale russa del 1993, ed adottata in seguito all'esito di un referendum nazionale il 12 dicembre del 1993, sostituendo la precedente Costituzione socialista russa del 1978, in vigore dal 12 aprile 1978.

## Dichiarazione di adozione
Testo originale in russo:
"Мы, многонациональный народ Российской Федерации, соединённые общей судьбой на своей земле, утверждая права и свободы человека, гражданский мир и согласие, соединяя исторически сложившееся государственное единство, исходя из общепризнанных принципов равноправия и самоопределения народов, чтя память предков, передавших нам любовь и уважение к Отечеству, веру в добро и справедливость, возрождая суверенную государственность России и утверждая незыблемость её демократической основы, стремясь обеспечить благополучие и процветание России, исходя из ответственности за свою Родину перед нынешним и будущими поколениями, сознавая себя частью мирового сообщества, принимаем КОНСТИТУЦИЮ РОССИЙСКОЙ ФЕДЕРАЦИИ."
In italiano:
"Noi, multinazionale popolo della Federazione Russa, uniti da un destino comune sulla nostra terra, affermando i diritti e le libertà dell'uomo, la pace civile e la concordia, conservando l'unità statale stabilita storicamente, basandoci sui principi comunemente riconosciuti dell'uguaglianza dei diritti e dell'autodeterminazione dei popoli, onorando la memoria degli avi che ci hanno trasmesso l'amore e il rispetto per la patria, la fiducia nel bene e nella giustizia, facendo rinascere l'ordinamento statale sovrano della Russia e affermando la solidità del suo fondamento democratico,  cercando di garantire il benessere e la prosperità della Russia, basandoci sulla responsabilità verso la nostra patria di fronte alle generazioni presenti e future, riconoscendoci parte della comunità internazionale, approviamo la COSTITUZIONE DELLA FEDERAZIONE RUSSA."

## Struttura
La costituzione è divisa in due sezioni.

### Prima sezione

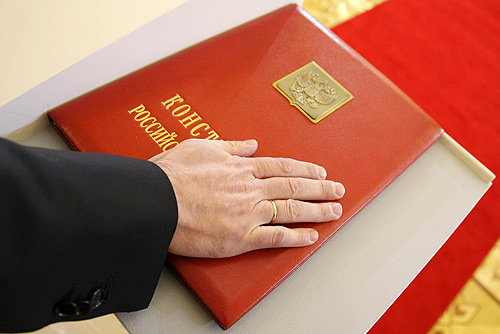
Dmitrij Anatol'evič Medvedev presta giuramento sulla costituzione (7 maggio 2008)

1. Fondamenti dell'ordinamento costituzionale (Основы конституционного строя)
2. Diritti e libertà dell'uomo e del cittadino (Права и свободы человека и гражданина)
3. Ordinamento federale (Федеральное устройство)
4. Il presidente della Federazione Russa (Президент Российской Федерации)
5. Assemblea federale (Федеральное Собрание)
6. Governo della Federazione Russa (Правительство Российской Федерации)
7. Potere giudiziario (Судебная власть)
8. Autonomia locale (Местное самоуправление)
9. Emendamenti costituzionali e revisioni della costituzione (Конституционные поправки и пересмотр Конституции)

### Seconda sezione
1. Disposizioni finali e transitorie (Заключительные и переходные положения)